# Casa de Henry D. Clayton
La Casa de Henry D. Clayton es una histórica casa de plantación ubicada en Clayton, Alabama, Estados Unidos. Fue el lugar de nacimiento y el hogar de la infancia de Henry De Lamar Clayton Jr. (1857-1929), legislador y juez federal. La casa fue construida por su padre, el general confederado Henry DeLamar Clayton y declarada Hito Histórico Nacional el 8 de diciembre de 1976.

## Descripción e historia
La casa fue construida alrededor de 1850 por Henry DeLamar Clayton, quien sirvió en la Guerra de Secesión como general en el Ejército Confederado. Fue el lugar de nacimiento y el hogar de la infancia de su hijo Henry De Lamar Clayton Jr.
Clayton Jr. saltó a la fama mientras se desempeñaba en el Congreso de los Estados Unidos como autor de la Ley Clayton Antimonopolio de 1914. Esta ley prohíbe determinados tipos de conducta que se considera que no favorecen los mejores intereses de un mercado competitivo. Fue nombrado Juez de Distrito Federal en 1914, donde fue reconocido como un defensor de la reforma judicial.
La casa se encuentra aproximadamente a 1 milla (1,6 km) de Clayton en un remanente de las antiguas 1000 acres (404,7 ha) de Plantación Clayton. Se accede a él a través del camino de la plantación original, que se extiende hacia el sur desde la ruta estatal 30 en Clayton Street. La casa es una estructura de madera de 1-1/ 2 pisos, con techo a dos aguas y exterior con tablones. La cubierta principal se extiende más allá de la fachada norte para albergar un pórtico con soportes cuadrados. Un porche con techo de cobertizo también se extiende a lo largo de parte de la parte trasera de la casa, donde se une con el cobertizo de la cocina. Las dependencias en el complejo de la plantación incluyen un ahumadero, un granero para carruajes y una pequeña cabaña utilizada por Henry Clayton Jr. como su oficina.